# Crionics
Crionics est un groupe de black et death metal polonais, originaire de Cracovie. Formé en 1997, le groupe compte au total trois albums studios, deux EP ainsi qu'une démo. Le groupe se sépare en 2011.

## Biographie

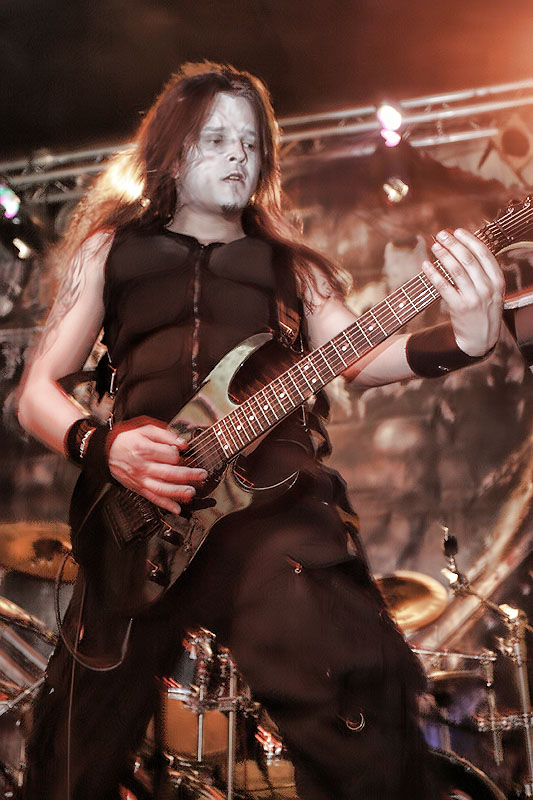
Dariusz Yanuary Styczeń sur scène en 2010.

Le groupe est formé en 1997 à Cracovie à l'initiative du guitariste et chanteur Michała « Warana » Skotniczego, du guitariste Dariusza Styczeń, du bassiste Markus « Marcotic » Kopa, et du batteur Macieja « Carola » Zięby,. Leur première démo s'intitule Demo '98. Un an plus tard, ils sont rejoints par le claviériste Wacław « Vac-v » Borowiec. Dans la seconde moitié de 1999, Styczeń part et est remplacé par Bartosz « Bielmo » Bielewicz. Ils publient ensuite la démo Beyond the Blazing Horizon, sous la forme d'un EP en 2000 au label Demonic Records. 
À la fin de 2000, le groupe se sépare du batteur Zięba, et recherche pendant plusieurs mois un remplaçant, qui s'avèrera être Maciej « Darkside » Kowalski.
En août 2001, le groupe se sépare du guitariste Bielewicz. En 2002, le groupe commence l'enregistrement de son premier album studio au Hertz Studio. L'album, intitulé Human Error: Ways To Selfdestruction, est publié le 25 novembre 2002 au label Empire Records. Pour la promotion de l'album, le groupe prend part à une tournée internationale appelée Here and Beyond Polish Tour avec les groupes Behemoth, Darkane et Frontside. Ils finissent leur tournée au Metalmania, au Hellfest et au Metal Inferno. Leur premier album atteint la quatrième place d'un sondage effectué par le magazine Metal Hammer. En fin d'année, le groupe signe au label britannique Candlelight Records, qui publiera leurs prochains albums à l'échelle internationale.
Leur premier album est publié à l'échelle mondiale le 25 mars 2004. Entretemps, le groupe entame l'enregistrement de son deuxième album studio, Armageddon's Evolution. En juillet 2004, lees parties à la guitare sont enregistrées au Lynx Studio à Cracovie, et le reste est réalisé au Hertz Studio. Au cours de la session, le groupe se sépare de Kowalski. En octobre la même année, le groupe participe à 17 dates de concert à la tournée Blitzkrieg II avec Vader, Lost Soul et CETI, durant laquelle Destroyer fait ses débuts dans le groupe. En 2005, ils jouent en Europe.

## Membres

### Derniers membres
- Przemyslaw « Quazarre » Olbryt – chant, guitare  (2008-2012)
- Pawel « Paul » Jaroszewicz – batterie  (2007 ; 2008-2012)
- Dariusz « Yanuary » Styczen – basse (1997-1999 ; 2002-2007 ; 2007-2012)
- Rafal « Brovar » Brauer – basse (2008-2012)
- Waclaw « Vac-V » Borowiec – clavier (1999-2012)

### Anciens membres
- Michal « War-A.N » Skotniczny – chant, guitare
- Bartosz « Bielmo » Bielewicz – guitare
- Destroyer – chant, basse
- Maciej « Carol » Zieba – batterie, clavier
- Dariusz « Daray » Brzozowski – batterie
- Maciej « Darkside » Kowalski – batterie
- Markus « Marcotic » Kopa – basse